# Strażnik pierwszej damy
Strażnik pierwszej damy, inny tytuł polski Rycerz pierwszej damy (ang. Guarding Tess) – amerykański film komediowy z 1994 roku w reżyserii Hugh Wilsona. Zdjęcia kręcono w Baltimore i Waszyngtonie.

## Obsada
- Tess Carlisle – Shirley MacLaine
- Doug Chesnic – Nicolas Cage
- Shaeffer – James Rebhorn
- Earl – Austin Pendleton
- Prezydent – Hugh Wilson

## Wersja polska
Wersja polska: Master Film
Reżyseria i dialogi: Maria Horodecka
Dźwięk: Aneta Michalczyk-Falana
Montaż: Michał Przybył
Kierownik produkcji: Adam Wieluński
Udział wzięli:
- Krystyna Królówna – Tess Calisle
- Jacek Rozenek – Doug Chesnic
- Janusz Bukowski – Shaeffer
- Ryszard Nawrocki – Earl
- Adam Ferency – Prezydent

oraz
- Andrzej Gawroński
- Andrzej Blumenfeld
- Andrzej Ferenc
- Mieczysław Morański
- Włodzimierz Press
- Jan Kulczycki
- Artur Kaczmarski
- Wojciech Machnicki
- Marcin Sosnowski
- Małgorzata Drozd
- Ryszard Olesiński

i inni

## Nagrody i nominacje
Złote Globy 1994
- Najlepsza aktorka w komedii lub musicalu - Shirley MacLaine (nominacja)